# 4600 Meadows
4600 Meadows eller 1985 RE4 är en asteroid i huvudbältet som upptäcktes den 10 september 1985 av den belgiske astronomen Henri Debehogne vid La Silla-observatoriet. Den är uppkallad efter den brittiske astronomen Arthur Jack Meadows.
Asteroiden har en diameter på ungefär 13 kilometer och den tillhör asteroidgruppen Eos.